# アルミノプロフェン
アルミノプロフェン（alminoprofen）は、プロピオン酸系のCOX阻害薬の1種である。

## 構造・性質
アルミノプロフェンの分子式はC13H17NO2で、分子量は219.28である。構造から明らかなように、分子内にキラル中心を1つ持っており、したがって1組の鏡像異性体が存在する。

## 医薬品
アルミノプロフェンは、いわゆるNSAIDsに分類される医薬品の1つであり、他の多くのプロピオン酸系のCOX阻害薬と同様に、ラセミ体のままで用いられてきた。作用機序は一般的なプロピオン酸系のCOX阻害薬と同様に、シクロオキシゲナーゼを阻害する点にある。このため、アルミノプロフェンを使用すると、鎮痛や発熱時の解熱などの生理作用が出る。